# Stephan El Shaarawy
Stephan Kareem El Shaarawy (Arabisch: ستيفان كريم الشعراوي) (Savona, 27 oktober 1992) is een Italiaans voetballer die doorgaans als aanvaller speelt. El Shaarawy debuteerde in 2012 in het Italiaans voetbalelftal.
Hij werd geboren als zoon van een Egyptische vader en een Zwitsers-Italiaanse moeder

## Clubcarrière
El Shaarawy maakte op zestienjarige leeftijd zijn debuut voor Genoa in de Serie A. Na drie wedstrijden voor de club te hebben gespeeld, werd de middenvelder in 2010 verhuurd aan Padova. Hier wekte hij de interesse van AC Milan, dat in juni 2011 vijftig procent van zijn transferrechten overnam van Genoa tegen betaling van tien miljoen euro. Als onderdeel van de afspraken ontving Genoa de helft van de transferrechten van Milanees Alexander Merkel. In 2012 werd El Sharaawy tweede in de verkiezing van de Golden Boy Award (talent van Europa) achter Isco. Op 28 februari 2013 kreeg hij een contractverlenging tot de zomer van 2018, waarmee zijn salaris werd opgetrokken. Daarvoor had hij een jaarsalaris van 800.000 euro.
AC Milan verhuurde El Shaarawy op 13 juli 2015 voor een jaar aan AS Monaco, de nummer drie van de Ligue 1 in het voorgaande seizoen. In het huurcontract werd een bepaling opgenomen die Monaco verplichtte hem medio 2016 voor 16 miljoen euro te kopen indien hij meer dan 15 wedstrijden in actie zou komen. El Shaarawy speelde uiteindelijk 14 wedstrijden, waarna AS Monaco hem niet meer opstelde omdat het hem niet over wilde nemen. In januari zocht AC Milan een oplossing voor El Shaarawy. AS Roma bleek bereid om hem op huurbasis over te nemen. Hiervoor speelde hij dat seizoen nog zestien competitiewedstrijden, waarin hij acht keer scoorde. AS Roma lichtte in juni 2016 vervolgens een optie in zijn contract, waarmee het hem voor €13.000.000,- definitief overnam van AC Milan. El Shaarawy tekende daarbij tot medio 2020 bij de club.
Hij tekende in juli 2019 een contract tot 2022 bij Shanghai Shenhua dat €18.000.000,- voor hem betaalde aan AS Roma. In januari 2021 keerde hij terug bij Roma.

## Clubstatistieken
| Seizoen     | Club             | Competitie   | Competitie | Competitie | Competitie | Beker | Beker | Beker | Europa | Europa | Europa | Totaal | Totaal | Totaal |
| Seizoen     | Club             | Competitie   | Wed.       | Dlp.       | Ass.       | Wed.  | Dlp.  | Ass.  | Wed.   | Dlp.   | Ass.   | Wed.   | Dlp.   | Ass.   |
| ----------- | ---------------- | ------------ | ---------- | ---------- | ---------- | ----- | ----- | ----- | ------ | ------ | ------ | ------ | ------ | ------ |
| 2008/09     | Genoa            | Serie A      | 1          | 0          | 0          | 0     | 0     | 0     | —      | —      | —      | 1      | 0      | 0      |
| 2009/10     | Genoa            | Serie A      | 2          | 0          | 0          | 0     | 0     | 0     | 0      | 0      | 0      | 2      | 0      | 0      |
| Club Totaal | Club Totaal      | Club Totaal  | 3          | 0          | 0          | 0     | 0     | 0     | 0      | 0      | 0      | 3      | 0      | 0      |
| 2010/11     | → Padova         | Serie B      | 29         | 9          | 2          | 1     | 0     | 0     | —      | —      | —      | 30     | 9      | 2      |
| Club Totaal | Club Totaal      | Club Totaal  | 29         | 9          | 2          | 1     | 0     | 0     | 0      | 0      | 0      | 30     | 9      | 2      |
| 2011/12     | AC Milan         | Serie A      | 22         | 2          | 2          | 4     | 2     | 1     | 2      | 0      | 0      | 28     | 4      | 3      |
| 2012/13     | AC Milan         | Serie A      | 37         | 16         | 5          | 1     | 1     | 0     | 8      | 2      | 2      | 46     | 19     | 7      |
| 2013/14     | AC Milan         | Serie A      | 6          | 0          | 0          | 0     | 0     | 0     | 3      | 1      | 0      | 9      | 1      | 0      |
| 2014/15     | AC Milan         | Serie A      | 18         | 3          | 3          | 1     | 0     | 0     | —      | —      | —      | 19     | 3      | 3      |
| Club Totaal | Club Totaal      | Club Totaal  | 83         | 21         | 10         | 6     | 3     | 1     | 13     | 3      | 2      | 102    | 27     | 13     |
| 2015/16     | → AS Monaco      | Ligue 1      | 15         | 0          | 0          | 0     | 0     | 0     | 9      | 3      | 1      | 24     | 3      | 1      |
| Club Totaal | Club Totaal      | Club Totaal  | 15         | 0          | 0          | 0     | 0     | 0     | 9      | 3      | 1      | 24     | 3      | 1      |
| 2015/16     | → AS Roma        | Serie A      | 16         | 8          | 2          | 0     | 0     | 0     | 2      | 0      | 0      | 18     | 8      | 2      |
| 2016/17     | AS Roma          | Serie A      | 32         | 8          | 5          | 4     | 2     | 3     | 8      | 2      | 1      | 44     | 12     | 9      |
| 2017/18     | AS Roma          | Serie A      | 33         | 7          | 5          | 1     | 0     | 1     | 10     | 2      | 1      | 44     | 9      | 7      |
| 2018/19     | AS Roma          | Serie A      | 28         | 11         | 5          | 1     | 0     | 1     | 4      | 0      | 1      | 33     | 11     | 7      |
| Club Totaal | Club Totaal      | Club Totaal  | 109        | 34         | 17         | 6     | 2     | 5     | 24     | 4      | 3      | 139    | 40     | 25     |
| 2019        | Shanghai Shenhua | Super League | 10         | 1          | 2          | 3     | 3     | 0     | —      | —      | —      | 13     | 4      | 2      |
| 2020        | Shanghai Shenhua | Super League | 6          | 0          | 1          | 0     | 0     | 0     | —      | —      | —      | 6      | 0      | 1      |
| Club Totaal | Club Totaal      | Club Totaal  | 16         | 1          | 3          | 3     | 3     | 0     | 0      | 0      | 0      | 19     | 4      | 3      |
| 2020/21     | AS Roma          | Serie A      | 10         | 1          | 1          | 0     | 0     | 0     | 4      | 1      | 1      | 14     | 2      | 2      |
| 2021/22     | AS Roma          | Serie A      | 27         | 3          | 0          | 1     | 0     | 0     | 8      | 4      | 1      | 36     | 7      | 1      |
| 2022/23     | AS Roma          | Serie A      | 29         | 7          | 2          | 2     | 0     | 0     | 11     | 2      | 1      | 42     | 9      | 3      |
| 2023/24     | AS Roma          | Serie A      | 33         | 3          | 4          | 2     | 0     | 0     | 13     | 0      | 5      | 48     | 3      | 9      |
| 2024/25     | AS Roma          | Serie A      | 24         | 3          | 3          | 1     | 0     | 0     | 9      | 0      | 0      | 34     | 3      | 3      |
| Club Totaal | Club Totaal      | Club Totaal  | 232        | 51         | 27         | 12    | 2     | 5     | 69     | 11     | 11     | 313    | 64     | 43     |
| TOTAAL      | TOTAAL           | TOTAAL       | 378        | 82         | 42         | 22    | 8     | 6     | 91     | 17     | 14     | 491    | 107    | 62     |

## Interlandcarrière
El Shaarawy maakte op 15 augustus 2012 zijn debuut in het Italiaans voetbalelftal in een vriendschappelijke interland tegen Engeland, die met 2–1 verloren werd. Andere debutanten voor Italië in dat duel waren Federico Peluso, Manolo Gabbiadini, Ezequiel Schelotto, Andrea Poli, Marco Verratti, Mattia Destro en Diego Fabbrini. Tijdens zijn derde interland maakte hij zijn eerste interlanddoelpunt in een met 1–2 verloren interland tegen Frankrijk. In 2013 werd hij opgenomen in de selectie voor de Confederations Cup in Brazilië. Italië werd derde, door in de troostfinale Uruguay na strafschoppen te verslaan. Op 23 mei 2016 werd El Shaarawy opgenomen in de selectie voor het Europees kampioenschap voetbal 2016 in Frankrijk. Italië werd in de kwartfinale na strafschoppen uitgeschakeld door Duitsland. El Shaarawy werd op 6 juni 2024 door bondscoach Luciano Spalletti opgenomen in de Italiaanse selectie voor het EK 2024 in Duitsland. Italië eindigde als tweede in een groep met Albanië, Spanje en Kroatië, waarna het in de achtste finales werd uitgeschakeld met een 2–0 nederlaag tegen Zwitserland. El Shaarawy kwam enkel in actie in de achtste finale.

### Overzicht als interlandspeler
| Interlands van Stephan El Shaarawy voor Italië | Interlands van Stephan El Shaarawy voor Italië | Interlands van Stephan El Shaarawy voor Italië | Interlands van Stephan El Shaarawy voor Italië | Interlands van Stephan El Shaarawy voor Italië | Interlands van Stephan El Shaarawy voor Italië |
| №                                              | Datum                                          | Wedstrijd                                      | Uitslag                                        | Competitie                                     | Goals                                          |
| Als speler bij AC Milan                        | Als speler bij AC Milan                        | Als speler bij AC Milan                        | Als speler bij AC Milan                        | Als speler bij AC Milan                        | Als speler bij AC Milan                        |
| ---------------------------------------------- | ---------------------------------------------- | ---------------------------------------------- | ---------------------------------------------- | ---------------------------------------------- | ---------------------------------------------- |
| 1.                                             | 15 augustus 2012                               | Engeland – Italië                              | 2 – 1                                          | Vriendschappelijk                              |                                                |
| 2.                                             | 12 oktober 2012                                | Armenië – Italië                               | 1 – 3                                          | Kwalificatie WK 2014                           |                                                |
| 3.                                             | 14 november 2012                               | Italië – Frankrijk                             | 1 – 2                                          | Vriendschappelijk                              | 35'                                            |
| 4.                                             | 6 februari 2013                                | Nederland – Italië                             | 1 – 1                                          | Vriendschappelijk                              |                                                |
| 5.                                             | 21 maart 2013                                  | Brazilië – Italië                              | 2 – 2                                          | Vriendschappelijk                              |                                                |
| 6.                                             | 26 maart 2013                                  | Malta – Italië                                 | 0 – 2                                          | Kwalificatie WK 2014                           |                                                |
| 7.                                             | 7 juni 2013                                    | Tsjechië – Italië                              | 0 – 0                                          | Kwalificatie WK 2014                           |                                                |
| 8.                                             | 11 juni 2013                                   | Haïti – Italië                                 | 2 – 2                                          | Vriendschappelijk                              |                                                |
| 9.                                             | 22 juni 2013                                   | Brazilië – Italië                              | 4 – 2                                          | Confederations Cup                             |                                                |
| 10.                                            | 30 juni 2013                                   | Uruguay – Italië                               | 2 – 2                                          | Confederations Cup                             |                                                |
| 11.                                            | 16 november 2014                               | Italië – Kroatië                               | 1 – 1                                          | Kwalificatie EK 2016                           |                                                |
| 12.                                            | 12 juni 2015                                   | Kroatië – Italië                               | 1 – 1                                          | Kwalificatie EK 2016                           |                                                |
| 13.                                            | 16 juni 2015                                   | Italië – Portugal                              | 0 – 1                                          | Kwalificatie EK 2016                           |                                                |
| Als speler bij AS Monaco                       |                                                |                                                |                                                |                                                |                                                |
| 14.                                            | 6 september 2015                               | Italië – Bulgarije                             | 1 – 0                                          | Kwalificatie EK 2016                           |                                                |
| 15.                                            | 10 oktober 2015                                | Azerbeidzjan – Italië                          | 1 – 3                                          | Kwalificatie EK 2016                           | 43'                                            |
| 16.                                            | 13 november 2015                               | België – Italië                                | 3 – 1                                          | Vriendschappelijk                              |                                                |
| 17.                                            | 17 november 2015                               | Italië – Roemenië                              | 2 – 2                                          | Vriendschappelijk                              |                                                |
| Als speler bij AS Roma                         |                                                |                                                |                                                |                                                |                                                |
| 18.                                            | 29 maart 2016                                  | Duitsland – Italië                             | 4 – 1                                          | Vriendschappelijk                              | 83'                                            |
| 19.                                            | 6 juni 2016                                    | Italië – Finland                               | 2 – 0                                          | Vriendschappelijk                              |                                                |
| 20.                                            | 22 juni 2016                                   | Italië – Ierland                               | 0 – 1                                          | EK 2016                                        |                                                |

Bijgewerkt op 3 juli 2016.
2 Rensch ·
3 Angeliño ·
4 Cristante ·
5 N'Dicka ·
7 Pellegrini  ·
11 Dovbyk ·
12 Abdulhamid ·
14 Sjomoerodov ·
15 Hummels ·
16 Paredes ·
17 Koné ·
18 Soulé ·
19 Çelik ·
21 Dybala ·
23 Mancini ·
25 Nelsson ·
34 Salah-Eddine ·
35 Baldanzi ·
56 Saelemaekers ·
61 Pisilli ·
66 Sangaré ·
89 Marin ·
92 El Shaarawy ·
99 Svilar ·
Coach: Ranieri
1 Buffon  ·
2 Maggio ·
3 Chiellini ·
4 Astori ·
5 De Sciglio ·
6 Candreva ·
7 Aquilani ·
8 Marchisio ·
9 Balotelli ·
10 Giovinco ·
11 Gilardino ·
12 Sirigu ·
13 Marchetti ·
14 El Shaarawy ·
15 Barzagli ·
16 De Rossi ·
17 Cerci ·
18 Montolivo ·
19 Bonucci ·
20 Abate ·
21 Pirlo ·
22 Giaccherini ·
23 Diamanti ·
Coach: Prandelli
1 Buffon  ·
2 De Sciglio ·
3 Chiellini ·
4 Darmian ·
5 Ogbonna ·
6 Candreva ·
7 Zaza ·
8 Florenzi ·
9 Pellè ·
10 Motta ·
11 Immobile ·
12 Sirigu ·
13 Marchetti ·
14 Sturaro ·
15 Barzagli ·
16 De Rossi ·
17 Éder ·
18 Parolo ·
19 Bonucci ·
20 Insigne ·
21 Bernardeschi ·
22 El Shaarawy ·
23 Giaccherini ·
Coach: Conte
1 Donnarumma  ·
2 Di Lorenzo ·
3 Dimarco ·
4 Buongiorno ·
5 Calafiori ·
6 Gatti ·
7 Frattesi ·
8 Jorginho ·
9 Scamacca ·
10 Pellegrini ·
11 Raspadori ·
12 Vicario ·
13 Darmian ·
14 Chiesa ·
15 Bellanova ·
16 Cristante ·
17 Mancini ·
18 Barella ·
19 Retegui ·
20 Zaccagani ·
21 Fagioli ·
22 El Shaarawy ·
23 Bastoni ·
24 Cambiaso ·
25 Folorunsho ·
26 Meret ·
Coach: Spalletti